# ノルム剰余同型定理
数学において、ノルム剰余同型定理 (norm residue isomorphism theorem)またはブロック・加藤予想 (Bloch-Kato conjecture) は、ミルナーのK-理論とガロアコホモロジーを結びつける、長らく予想されていた定理である。ジョン・ミルナー (John Milnor)はこの定理が{\displaystyle \ell =2}の場合に正しいと予想し、これはミルナー予想として知られるようになった。一般の場合はスペンサー・ブロックと加藤和也により予想され、ブロック・加藤予想 (Bloch–Kato conjecture) 、もしくは（L-函数の特殊値におけるブロック・加藤の予想と区別するために）モチーフ的ブロック・加藤予想 (motivic Bloch–Kato conjecture) として知られるようになった。ノルム剰余同型定理はウラジミール・ヴォエヴォツキー (Vladimir Voevodsky) により、マーカス・ロスト(Markus Rost)の数々の斬新な結果を用いて証明された。

## ステートメント
体{\displaystyle k}において可逆な整数 {\displaystyle \ell } に対し、自然な写像 {\displaystyle \partial :k^{*}\rightarrow H^{1}(k,\mu _{\ell })} が存在する。ここで {\displaystyle \mu _{\ell }} は {\displaystyle k} の分離閉包における1の {\displaystyle \ell } -乗根のなす群であり、 {\displaystyle H^{n}(k,{-})} は {\displaystyle k} のガロアコホモロジーである。この写像は同型 {\displaystyle k^{\times }/(k^{\times })^{\ell }\cong H^{1}(k,\mu _{\ell })} を導く。これがK-理論に関連していることの最初のヒントは、 {\displaystyle k^{\times }} が群 {\displaystyle K_{1}(k)} であることである。テンソル積をとりカップ積を適用することで、写像 {\displaystyle \partial } は
{\displaystyle \partial ^{n}:k^{\times }\otimes \cdots \otimes k^{\times }\rightarrow H^{n}(k,\mu _{\ell }^{\otimes n}).}
に拡張される。これらの写像は {\displaystyle k\setminus \{0,1\}} のすべての元 {\displaystyle a} に対して {\displaystyle \partial ^{n}(\ldots ,a,\ldots ,1-a,\ldots )} が0になるという性質を持つ。これはミルナーのK-理論の定義関係式である。具体的には、ミルナーK-理論は次の環の斉次部分として定義される：
{\displaystyle K_{*}^{M}(k)=T(k^{\times })/(\{a\otimes (1-a)\colon a\in k\setminus \{0,1\}\})\ .}
ここで {\displaystyle T(k^{\times })} は乗法群 {\displaystyle k^{\times }} のテンソル代数であり、商は {\displaystyle a\otimes (1-a)} の形をしたすべての元で生成される両側イデアルによるものである。従って写像 {\displaystyle \partial ^{n}} は写像
{\displaystyle \partial ^{n}\colon K_{n}^{M}(k)\to H^{n}(k,\mu _{\ell }^{\otimes n})}
を経由する。この写像はガロア記号(Galois symbol)、あるいはノルム剰余(norm residue)写像と呼ばれる。mod-{\displaystyle \ell } ガロアコホモロジーは{\displaystyle \ell }-捻れ群であるので、この写像はさらに {\displaystyle K_{n}^{M}(k)/\ell } を経由する。
ノルム剰余同型定理（もしくはブロック・加藤の予想）は、体 {\displaystyle k} と {\displaystyle k} で可逆な整数 {\displaystyle \ell } に対し、ミルナーのK-理論から mod-{\displaystyle \ell } ガロアコホモロジーへのノルム剰余写像
{\displaystyle \partial ^{n}:K_{n}^{M}(k)/\ell \to H^{n}(k,\mu _{\ell }^{\otimes n})}
は同型であるという定理である。 {\displaystyle \ell =2} の場合がミルナー予想であり、 {\displaystyle n=2} の場合がメルクリエフ・ススリンの定理 (Merkurjev–Suslin theorem) である。

## 歴史
この予想は体 {\displaystyle k} のミルナーのK-群の {\displaystyle \ell } -次の余捩れ (cotorsion) （ {\displaystyle \ell } -可除元のなす部分群による商）が1の {\displaystyle \ell } -乗根のなすガロア加群を係数とする {\displaystyle k} のガロアコホモロジーに等しいことを主張する。予想の重要な点は、ミルナーのK-群には成立することが容易に分かるが、ガロアコホモロジーで成立するか直ちに分からない性質、あるいはその逆の性質があることである。ノルム剰余同型定理は、同型の片側の対象に適用可能なテクニックを，もう一方の側の対象へ適用することを可能にする。
{\displaystyle n} が0の場合は自明であり、 {\displaystyle n=1} の場合はヒルベルトの定理90から容易に従う。 {\displaystyle n=2} かつ {\displaystyle \ell =2} の場合は (Merkurjev 1981) で証明された。重要な前進は n = 2 で ℓ  が任意の場合である。この場合は、(Merkurjev & Suslin 1982) で証明され、メルクリエフ・ススリンの定理(Merkurjev–Suslin theorem)として知られている。後日、メルクリエフ(Merkurjev)とススリン(Suslin)と、それとは独立にロスト(Rost)は、n = 3 と ℓ = 2 の場合に証明した。(Merkurjev & Suslin 1991) (Rost 1986)。
名称「ノルム剰余」は、体 {\displaystyle k} のブラウアー群に値をとるヒルベルト記号 {\displaystyle (a_{1},a_{2})} に起源を持つ（ただし体は1の {\displaystyle \ell } -乗根をすべて持つとする）。この命名は通常の局所類体論との類似に基づいており、（発展途上の）「高次」類体論の一部をなすと期待されている。
ノルム剰余同型定理はキレン・リヒテンバウム予想を含んでいる。またこれはかつてベイリンソン・リヒテンバウム予想として知られていた定理と等価である。

### 証明の歴史
ミルナー予想はウラジミール・ヴォエヴォツキー (Vladimir Voevodsky) により証明された。のちにヴォエヴォツキーは一般の場合も証明した。
この予想の証明の出発点は、Lichtenbaum (1983) と Beilinson (1987) による一連の予想にある。彼らはモチーフ的複体(motivic complexes)という、そのコホモロジーがモチヴィック・コホモロジーに関連するような層の複体の存在を予想した。これらの複体に予想される性質には次のようなものがあった：
1. ミルナーのK-理論と，この複体のザリスキーコホモロジーとを関連づける性質。
2. 1の巾根の層に係数を持つコホモロジーと，この複体のエタールコホモロジーとを関連づける性質。
3. この複体のエタールコホモロジーとザリスキーコホモロジーとを関連づける性質。

これらの性質は非常に特別な場合としてノルム剰余写像同型定理を導く。
予想の証明の重要な特徴として、「ウェイト」（予想におけるコホモロジー群の次元に等しい）に関する帰納法を用いることが挙げられる。帰納的段階には単にブロッホ・加藤の予想のステートメントだけではなく、ベイリンソンとリヒテンバウムによる予想の大半を含むような一般的なステートメントも必要となる。帰納法による証明ではしばしば、帰納的段階の証明のために主張を強めなければならないことがある。この予想の場合、その強化の部分に新しい数学の莫大な進展が必要であった。
ミルナー予想の最初の証明は1995年のヴォエヴォツキーのプレプリント にあり、これはモラヴァのK-理論 (Morava K-theory) の代数的類似があるべきだというアイデアに基づいている（この代数的モラヴァのK-理論は、後日、シモーヌ・ボルゲーシ (Simone Borghesi)により構成された）。1996年のプレプリントで、ヴォエヴォツキーは代数的コボルディズム (algebraic cobordism) を導入し、当時は証明されていなかったそれらの性質（後日これらの性質は証明された）を使うことで、モラヴァの K-理論を描像から取り去ることを可能とした。1995年と1996年のプレプリントの構成は正しいことが知られているが、ミルナー予想の最初の完全な証明はいくらか異なる枠組みを使っている。
その枠組みはブロック・加藤予想全体の証明が得られる枠組みでもある。それは1996年のプレプリントから数ヶ月後に、ヴォエヴォツキーにより考案された。この枠組みを実現するには、ある一連の性質を持つ代数多様体の構成法を見つけるとともに、モチーフ的ホモトピー論(motivic homotopy theory) の分野の進展が必要とされた。具体的には、モチーフ的ホモトピー論からは次のことが要求された。
(A) 滑らかな射影代数多様体のモチーフ的基本類を、モチーフ的球面からモチーフ的法束のトム空間 (Thom space) への射として構成すること。
(B) スティーンロッド代数(Steenrod algebra)のモチーフ的類似の構成。
(C) 標数0の体上ではモチーフ的スティンロッド代数(motivic Steenrod algebra) がモチヴィックコホモロジーの二重安定なコホモロジー作用素全体を特徴付けることの証明。
(A)と(B)は2003年にヴォエヴォツキーにより開発された。1980年代後半から知られていた結果と合わせると、これらはミルナー予想を再証明するのに充分であった。
同じく2003年に、ヴォエヴォツキーは一般の場合の証明をほぼ含んだプレプリントをウェブ上に公開した。このプレプリントは最初の枠組みに従うものであったが、3つのステートメントの証明が残されていた。これらのステートメントのうち1つめと2つめはモチーフ的スティーンロッド代数の性質に関連していて、上記の(C)を必要としており、3つめは「ノルム多様体」に関する当時知られていなかった事実を必要とした。ノルム多様体に要求される性質は1997年にヴォエヴォツキーが定式化し、多様体自体は1998年から2003年にマーカス・ロスト(Markus Rost)により構成されていた。それらが必要な性質を満たすことの証明は、2006年にアンドレイ・ススリン(Andrei Suslin)とセヴァ・ジョウコヴィツキー(Seva Joukhovitski)により完成された。
上記の(C)を示すには、モチーフ的ホモトピー論での新しいテクニックの開発が必要であった。目標となったのは、極限や余極限と交換するとは限らないある函手が、ある種の対象の間の弱同値を保存することの証明であった。主要な困難のひとつは、弱同値を調べるための標準的なアプローチであるバウスフィールド・キレンの分解系とモデル圏 (model category) の構造が不十分であることであった。別の方法が開発される必要があり、この仕事はヴォエヴォツキーにより2008年に完成された。
これらのテクニックを開発する過程で、ヴォエヴォツキーの2003年のプレプリントに証明なしで使われている1つめのステートメントが誤りであることが判明した。証明は修正されたステートメントに合わせてわずかに変更される必要があった。ヴォエヴォツキーがモチーフ的アイレンバーグ・マックレーン空間(Eilenberg-MacLane space) に関する主定理の証明の細部を詰めている間に、チャールズ・ワイベル(Charles Weibel) は証明の変更すべき箇所を修正するアプローチを考案した。ワイベルは2009年に、ヴォエヴォツキーの構成の要約と彼の開発した修正を含んだ論文も出版している。

## ベイリンソン・リヒテンバウム予想
X を {\displaystyle 1/\ell } を含む体の上の滑らかな多様体とする。ベイリンソン (Beilinson) とリヒテンバウム (Lichtenbaum) は、モチヴィックコホモロジー (motivic cohomology) 群 {\displaystyle H^{p,q}(X,\mathbf {Z} /\ell )} は、p≤q のときエタールコホモロジー群 {\displaystyle H_{\rm {{\acute {e}}t}}^{p}(X,\mu _{\ell }^{\otimes q})} と同型であろうと予想した。この予想はノルム剰余同型定理と同値であり、今では証明されている。